# Seseli monstrosum
Seseli monstrosum är en flockblommig växtart som beskrevs av Koso-pol. Seseli monstrosum ingår i släktet säfferötter, och familjen flockblommiga växter. Inga underarter finns listade i Catalogue of Life.